# 법경제학
법경제학(法經濟學, Law and Economics)은 "법(또는 그와 유사한 규칙들)을 경제학의 방법론을 통해서 설명하려는 학문"이다. 경제학으로 유명한 시카고 대학교에서 창안되었으며 법을 경제학적인 개념, 효율과 계량적 분석등을 이용해 접근하는 방식이다. 법경제학은 현실의 판결과 갈등 해결 절차에서 주요한 학문적 도구로서 조력하고 있으며 그 영역이 날로 성장하고 있다. 경제학에서는 기본적으로 효율을 추구하는 바 정의와 다소 충돌하는 면이 있으나, 법경제학에서는 효율과 정의의 상당한 공통점을 발견할 수 있다고 본다. 또한 평등을 달성하기 위해 어떤 비용이 발생하는지에 대해 답을 내리며, 효율적으로 정의를 달성하는 방법이 무엇인지에 대해 연구한다.
이 분야의 주요 학자들로는 노벨 경제학상 수상자 로널드 코스와 게리 베커, 연방 제7순회 항소법원 판사 리처드 포스너, 연방 제2순회 항소법원 판사 구이도 캘러브레이지, 하버드 경제학자 안드레이 슐라이퍼(Andrei Shleifer)와 스티븐 샤벨(Steven Shavell), 버클리 경제학자 로버트 쿠터(Robert Cooter), 스탠포드 경제학자 미첼 폴린스키(A. Mitchell Polinsky)  등이 있다.

## 주요 저널
- American Law and Economics Review
- Asia Pacific Law and Economics Review
- Erasmus Law and Economics Review (open access)
- European Journal of Law and Economics
- Review of Law and Economics
- International Review of Law and Economics
- Journal of Law, Economics, and Organization
- Journal of Law, Economics & Policy 보관됨 2007-07-03 - 웨이백 머신
- Journal of Law and Economics
- Journal of Legal Studies
- Supreme Court Economic Review (USA)

## 관련단체
- 아시아- Asian Law and Economics Association
- 호주- Australian Law and Economics Association
- 캐나다- Canadian Law and Economics Association 보관됨 2010-04-21 - 웨이백 머신
- 중국- MILES Institute of Law and Economics
- 유럽- European Association of Law and Economics
- 핀란드- Finnish Association of Law and Economics
- 그리스- Greek Association of Law and Economics
- 이스라엘- Israeli Association for Law and Economics
- 일본- Law & Economics Association of Japan
- 한국- 한국법경제학회
- 뉴질랜드 - Law and Economics Association of New Zealand
- 스칸디나비아- Scandinavian Association of Law and Economics
- 스위스- Master in Law and Economics Foundation, University of St.Gallen
- 미국- American Law and Economics Association
- 미국 - Midwestern Law and Economics Association 보관됨 2010-12-30 - 웨이백 머신

## 같이 보기
- 계약이론
- 입헌주의
- 헌법 경제학
- 비용 편익 분석
- 경제학
- 미시경제학
- 신제도경제학
- 정치경제학
- 로널드 코스
- 리처드 포스너